# Stefan Colakovski
Stefan Colakovski (in macedone Стефан Чолаковски?; Melbourne, 20 aprile 2000) è un calciatore macedone con cittadinanza australiana, attaccante del Wellington Phoenix.

## Carriera

### Club
Cresciuto nel settore giovanile del Melbourne City, esordisce in prima squadra il 3 novembre 2019 disputando l'incontro di A-League vinto per 3-2 contro il Wellington Phoenix.

### Nazionale
Nato in Australia da una famiglia di origini macedoni, nel 2021 ha esordito con la nazionale macedone Under-21, restando comunque convocabile dalla nazionale australiana.

## Statistiche

### Presenze e reti nei club
Statistiche aggiornate al 14 dicembre 2024.
| Stagione              | Squadra               | Campionato            | Campionato | Campionato | Coppe nazionali | Coppe nazionali | Coppe nazionali | Coppe continentali | Coppe continentali | Coppe continentali | Altre coppe | Altre coppe | Altre coppe | Totale | Totale |
| Stagione              | Squadra               | Comp                  | Pres       | Reti       | Comp            | Pres            | Reti            | Comp               | Pres               | Reti               | Comp        | Pres        | Reti        | Pres   | Reti   |
| --------------------- | --------------------- | --------------------- | ---------- | ---------- | --------------- | --------------- | --------------- | ------------------ | ------------------ | ------------------ | ----------- | ----------- | ----------- | ------ | ------ |
| 2019-2020             | Melbourne City        | AL                    | 7          | 0          |                 | -               | -               |                    | -                  | -                  |             | -           | -           | 7      | 0      |
| 2020-2021             | Melbourne City        | AL                    | 20         | 3          |                 | -               | -               |                    | -                  | -                  |             | -           | -           | 20     | 3      |
| 2021-2022             | Melbourne City        | AL                    | 18         | 0          | CA              | 2               | 0               | ACL                | 6                  | 1                  |             | -           | -           | 26     | 1      |
| Totale Melbourne City | Totale Melbourne City | Totale Melbourne City | 45         | 3          |                 | 2               | 0               |                    | 6                  | 1                  |             | 0           | 0           | 53     | 4      |
| 2022-2023             | Perth Glory           | AL                    | 2          | 0          | CA              | 0               | 0               |                    | -                  | -                  |             | -           | -           | 2      | 0      |
| 2023-2024             | Perth Glory           | AL                    | 22         | 6          | CA              | 1               | 0               |                    | -                  | -                  |             | -           | -           | 23     | 6      |
| Totale Perth Glory    | Totale Perth Glory    | Totale Perth Glory    | 24         | 6          |                 | 1               | 0               |                    | 0                  | 0                  |             | 0           | 0           | 25     | 6      |
| 2024-2025             | Wellington Phoenix    | AL                    | 6          | 0          | CA              | 0               | 0               |                    | -                  | -                  |             | -           | -           | 6      | 0      |
| Totale carriera       | Totale carriera       | Totale carriera       | 75         | 9          |                 | 3               | 0               |                    | 6                  | 1                  |             | 0           | 0           | 84     | 10     |